# Lista do Patrimônio Mundial na África Oriental
A Organização das Nações Unidas para a Educação, a Ciência e a Cultura (UNESCO) propôs um plano de proteção aos bens culturais do mundo, através do Comité sobre a Proteção do Património Mundial Cultural e Natural, aprovado em 1972. Esta é uma lista do Patrimônio Mundial existente na África Oriental, especificamente classificada pela UNESCO e elaborada de acordo com dez principais critérios cujos pontos são julgados por especialistas na área. A África Oriental, correspondente aos países africanos banhados pelo Oceano Índico, é uma das sub-regiões classificadas pela UNESCO, sendo parte integrante da região África.
A sub-região da África Oriental é composta pelos Estados-membros: Comores, Eritreia, Etiópia, Madagáscar, Malaui, Moçambique, Quênia, Seicheles, Tanzânia, Uganda, Zâmbia e Zimbábue. Os sítios Igrejas Escavadas na Rocha de Lalibela e Parque Nacional do Simien (que integram o Patrimônio Mundial na Etiópia) foram os primeiros locais da África Oriental reconhecidos pela UNESCO, em 1978. No decorrer dos anos, o país teve outros seis sítios reconhecidos, sendo atualmente o país da sub-região com o maior número de bens listados (8 sítios); seguido por Quênia (7 sítios) e Tanzânia (7 sítios).  
A sub-região conta ainda com um sítio compartilhado: Mosi-oa-Tunya/Cataratas Vitória, que engloba dois grandes parques nacionais na fronteira entre Zâmbia e Zimbábue.

## Sítios do Patrimônio Mundial
A região da África Oriental conta atualmente com os seguintes lugares declarados como Patrimônio da Humanidade pela UNESCO:
| Sítio                                                             | Imagem | País              | Localização                | Critério                              | Ano  | Descrição | Ref.   |
| ----------------------------------------------------------------- | ------ | ----------------- | -------------------------- | ------------------------------------- | ---- | --- | ------ |
| Igrejas Escavadas na Rocha de Lalibela                            |        | Etiópia           | Amara                      | Cultural: (i), (ii), (iii)            | 1978 | O local contém onze igrejas rupestres medievais do século XIII. | [ 6 ]  |
| Parque Nacional do Simien                                         |        | Etiópia           | Amara                      | Natural: (vii), (x)                   | 1978 | O planalto etíope erodido compreende picos de montanhas irregulares, vales profundos e precipícios afiados de cerca de 1.500 metros. A diminuição das populações de íbex, antílope e porco-vermelho, bem como um aumento da presença humana no parque levou o Comitê do Patrimônio Mundial a colocá-lo em sua Lista de Patrimônio Mundial em Perigo de 1996 a 2017.  | [ 7 ]  |
| Cidade fortificada de Fasil Ghebbi                                |        | Etiópia           | Amara                      | Cultural: (vi)                        | 1979 | A fortaleza foi a residência dos imperadores etíopes durante os séculos XVI e XVII. Os vestígios da cidade, que apresentam edifícios com influências hindus e árabes, foram posteriormente remodelados com arquitetura em estilo barroco por missionários jesuítas.                                                                                                  | [ 8 ]  |
| Zona de Conservação de Ngorongoro                                 |        | Tanzânia          | Aruxa                      | Misto: (iv), (vii), (viii), (ix), (x) | 1979 | O local apresenta uma concentração de animais selvagens em uma cratera na base do vulcão ativo Ol Doinyo Lengai. Ngorongoro esteve na lista do Patrimônio em perigo de 1984 a 1989 devido à diminuição da conservação e má gestão. | [ 9 ]  |
| Parque Nacional de Serenguéti                                     |        | Tanzânia          | Aruxa/Mara                 | Natural: (vii), (x)                   | 1981 | A vasta savana é conhecida pela migração anual de rebanhos de gnus, gazelas, zebras e seus predadores. | [ 10 ] |
| Ruínas de Quilua Quisiuani e de Songo Mnara                       |        | Tanzânia          | Lindi                      | Cultural: (iii)                       | 1981 | O sítio apresenta ruínas de dois portos usados extensivamente para o comércio através do Oceano Índico dos séculos XIII a XVI. Foi colocado na Lista do Patrimônio Mundial em Perigo em 2004 por conta da "contínua deterioração e as sérias ameaças que afetam a propriedade".                                                                                      | [ 11 ] |
| Atol de Aldabra                                                   |        | Seicheles         | Ilhas Exteriores           | Natural: (vii), (ix), (x)             | 1982 | O Atol de Aldabra consiste em quatro grandes ilhas de corais e uma lagoa, cercadas por um recife de coral. As ilhas abrigam a maior população mundial de tartarugas-gigantes. | [ 12 ] |
| Reserva de Caça de Selous                                         |        | Tanzânia          | Lindi Morogoro Mtwara      | Natural: (ix), (x)                    | 1982 | A vegetação do parque varia de matas densas a pastagens arborizadas e apresenta um grande número de elefantes, rinocerontes negros, chitas, girafas, hipopótamos e crocodilos. Em 2014, foi inscrito na Lista do Patrimônio Mundial em Perigo devido à caça furtiva especialmente de elefantes e rinocerontes.                                                       | [ 13 ] |
| Reserva da Natureza do Vallée de Mai                              |        | Seicheles         | Ilhas Interiores           | Natural:(vii), (viii), (ix), (x)      | 1983 | A floresta natural de palmeiras é preservada quase em seu estado original. | [ 14 ] |
| Parque Nacional do Lago Malawi                                    |        | Malawi            | Mangochi                   | Natural: (vii), (ix), (x)             | 1984 | O Lago Niassa contém centenas de espécies de peixes, principalmente endêmicas. | [ 15 ] |
| Parque Nacional de Mana Pools e Áreas de Safari de Sapi e Chewore |        | Zimbabwe          | Maxonalândia Ocidental     | Natural: (vii), (ix), (x)             | 1984 | O parque, localizado às margens do rio Zambeze, apresenta uma variedade de animais selvagens, como búfalos, leopardos, guepardos e crocodilos-do-Nilo. | [ 16 ] |
| Monumento Nacional do Grande Zimbabwe                             |        | Zimbabwe          | Masvingo                   | Cultural: (i), (iii), (vi)            | 1986 | A cidade, hoje em ruínas, foi um importante centro comercial entre os séculos XI e XV e capital da civilização bantu. | [ 17 ] |
| Ruínas de Cami                                                    |        | Zimbabwe          | Matabelelândia             | Cultural: (iii), (iv)                 | 1986 | A cidade foi construída após meados do século XVI e foi um importante centro comercial. |        |
| Parque Nacional do Quilimanjaro                                   |        | Tanzânia          | Quilimanjaro               | Natural: (vii)                        | 1987 | O maciço vulcânico Monte Kilimanjaro é o ponto mais alto da África com 5.895 metros e é cercado por um parque com savana e floresta com numerosos mamíferos. | [ 18 ] |
| Mosi-oa-Tunya/Cataratas Vitória                                   |        | Zâmbia · Zimbabwe | Sul Matabelelândia Norte   | Natural: (vii), (viii)                | 1989 | As cataratas do rio Zambeze, que tem mais de 2 km de largura, mergulham em vários desfiladeiros de basalto, resultando em uma névoa colorida. | [ 19 ] |
| Reserva Natural Integral do Tsingy de Bemaraha                    |        | Madagáscar        | Menabe                     | Natural: (vii), (x)                   | 1990 | O cânion do rio Manambolo compreende paisagens cársticas e calcárias cortadas em picos e uma floresta de agulhas calcárias. Também possui florestas intocadas, lagos e manguezais, que são o habitat de lêmures e pássaros. | [ 20 ] |
| Ilha de Moçambique                                                |        | Moçambique        | Nampula                    | Cultural: (iv), (vi)                  | 1991 | A antiga feitoria portuguesa fortificada utiliza as mesmas técnicas arquitetónicas, estilo e materiais desde o século XVI. | [ 21 ] |
| Parque Nacional dos Montes Ruwenzori                              |        | Uganda            | Kabarole Kasese Bundibugyo | Natural: (vii), (x)                   | 1994 | Cobrindo a maior parte dos Montes Ruwenzori, incluindo o Monte Margarida, o terceiro ponto mais alto da África, o parque apresenta geleiras, cachoeiras e lagos em uma paisagem alpina. Também apresenta várias espécies ameaçadas de extinção e flora incomum. | [ 22 ] |
| Parque Nacional Impenetrável de Bwindi                            |        | Uganda            | Kabale Kisoro Rukungiri    | Natural: (vii), (x)                   | 1994 | Localizado no sudoeste de Uganda, no ponto de convergência das florestas simples e montanhosas, o Parque Bwindi tem uma área de 32.000 hectares e é conhecido por sua rica biodiversidade. Possui 160 espécies de árvores e mais de 100 tipos de samambaias, numerosos tipos de aves e borboletas, e várias espécies animais em extinção, como o gorila da montanha. | [ 23 ] |
| Parque Nacional e Floresta Natural do Monte Quénia                |        | Quênia            | Província Central          | Natural: (vii), (ix)                  | 1997 | O parque circunda os 5.199 metros do Monte Quénia e possui doze geleiras. | [ 24 ] |
| Parques Nacionais do Lago Turcana                                 |        | Quênia            | Vale do Rifte              | Natural: (viii), (x)                  | 1997 | Turcana, como o maior lago salino da África, é uma área importante para o estudo da fauna e flora. É um terreno fértil para o crocodilo-do-Nilo, hipopótamos e várias cobras venenosas. O local foi colocado na Lista do Patrimônio Mundial em Perigo em 2018, principalmente devido ao potencial impacto da barragem Gilgel Gibe III da Etiópia.                    | [ 25 ] |
| Cidade de Pedra de Zanzibar                                       |        | Tanzânia          | Pwani                      | Cultural: (ii), (iii), (vi)           | 2000 | Um excelente exemplo de uma cidade comercial costeira da África Oriental, seu traçado e paisagem urbana permanecem intactos. | [ 26 ] |
| Antiga Cidade de Lamu                                             |        | Quênia            | Costa                      | Cultural: (ii), (iv), (vi)            | 2001 | A cidade é o assentamento mais antigo da suaíli e foi construída em pedra coral e madeira de mangue. Possui pátios internos, varandas e elaboradas portas de madeira. | [ 27 ] |
| Colina Real de Ambohimanga                                        |        | Madagáscar        | Antananarivo               | Cultural: (iii), (iv), (vi)           | 2001 | A cidade real e local de sepultamento é um local espiritual e sagrado que criou fortes sentimentos de identidade nacional por vários séculos. | [ 28 ] |
| Túmulos dos Reis do Buganda em Cassubi                            |        | Uganda            | Campala                    | Cultural:(i), (iii), (iv), (vi)       | 2001 | Os túmulos, construídos após 1884, são um grande exemplo de arquitetura de materiais orgânicos, principalmente madeira, palha, junco e pau-a-pique. Foram quase completamente destruídos por um incêndio em março de 2010, levando o Comitê do Patrimônio Mundial a relutantemente marcar o local como Patrimônio Mundial em perigo.                                 | [ 29 ] |
| Colinas de Matobo                                                 |        | Zimbabwe          | Matabelelândia Sul         | Cultural: (iii), (v), (vi)            | 2003 | Os grandes pedregulhos têm sido usados como abrigos naturais desde o início da Idade da Pedra e apresentam uma coleção de pinturas rupestres. | [ 30 ] |
| Arte rupestre de Chongoni                                         |        | Malawi            | Dedza                      | Cultural: (iii), (vi)                 | 2006 | A área de 127 locais contém a mais rica concentração de arte rupestre da África Central, desde pinturas da Idade da Pedra até trabalhos contemporâneos de agricultores. Os símbolos representados na arte rupestre são fortemente centrados nas mulheres e mantêm um significado cultural para os Chewa.                                                             | [ 31 ] |
| Sítio de Arte Rupestre de Kondoa                                  |        | Tanzânia          | Dodoma                     | Cultural: (iii), (vi)                 | 2006 | Dois milênios de gravuras rupestres, muitas de alto valor artístico, foram encontrados em 150 abrigos no local. Eles contam a história do desenvolvimento socioeconômico do caçador-coletor ao agro-pastorismo. | [ 32 ] |
| Floresta Tropical Húmida de Atsinanana                            |        | Madagáscar        | Antsiranana                | Natural: (ix), (x)                    | 2007 | O local consiste em seis parques nacionais e protege a biodiversidade única da ilha, que evoluiu isoladamente por 60 milhões de anos. Em 2010, o parque foi listado em perigo devido ao aumento das atividades de extração de madeira e caça. | [ 33 ] |
| Florestas sagradas dos caias dos mijiquendas                      |        | Quênia            | Costa                      | Cultural: (iii), (v), (vi)            | 2008 | O local compreende onze florestas espalhadas por 200 km ao longo da costa do Quênia. Eles guardam os restos de aldeias construídas durante o século XVI pelos Mijikenda e agora são considerados locais sagrados. | [ 34 ] |
| Forte Jesus de Mombaça                                            |        | Quênia            | Costa                      | Cultural: (ii), (iv)                  | 2011 | O Forte Jesus é um forte português construído de 1593 a 1596 na ilha de Mombaça para proteger o antigo porto colonial, no Quênia. O estilo do forte segue o ideal renascentista de que o corpo humano é perfeitamente proporcional. | [ 35 ] |
| Sistema de lagos do Quénia no Grande Vale do Rift                 |        | Quênia            | Vale do Rifte              | Natural: (vii), (ix), (x)             | 2011 | Localizado no Grande Vale do Rifte, no Quênia, o local possui três lagos: Lago Bogoria, Lago Nakuru e Lago Elementaita. Uma população altamente diversificada de aves, incluindo treze espécies ameaçadas, frequenta a área. | [ 36 ] |
| Asmara: Uma Cidade Modernista de África                           |        | Eritreia          | Maekel                     | Cultural: (ii)(iv)                    | 2017 | Localizada a mais de 2.000 metros acima do nível do mar, a capital da Eritreia desenvolveu-se a partir da década de 1890 como um posto militar colonial da Itália. Após 1935, Asmara passou por um programa de construção em grande escala aplicando o ideal racionalista italiano da época em edifícios governamentais, residenciais e comerciais.                  | [ 37 ] |
| Thimlich Ohinga                                                   |        | Quênia            | Migori                     | Cultural: (iii), (iv), (v)            | 2018 | Datado do século XVI d.C., o assentamento murado de pedra seca é o maior e mais bem preservado recinto tradicional de seu tipo. | [ 38 ] |